# Rød kæmpe
En stjerne som starter med en masse på fra ca. 0,8 til 8-9 gange Solens (en mere præcis øvre grænse kan ikke angives, idet den afhænger af bl.a. stjernens sammensætning af grundstoffer på dannelsestidspunktet), og som næsten er udbrændt, kan svulme op og blive en rød kæmpe af typen AGB (Asymptotisk Giant Branch) (dvs. ikke en ægte rød kæmpestjerne af MK-spektralklasse M0-1a eller MI), hvorefter stjernen kan blive en hvid dværg.
Under stjernens udvikling omdannes brint til helium og tungere grundstoffer, under den energiudviklende fusions-proces. De dannede grundstoffer koncentreres i midten af stjernen, og når brinten er brugt op inde i midten af stjernen bevæger forbrændingszonen sig udad og bliver til en skal-kilde. Denne opdeling af en stjerne med en tung kerne og en opvarmende skal-kilde forårsager at stjernens ydre lag begynder at svulme op og køles af, og den 'røde kæmpestjerne' dannes.
Efterhånden som stjernen vokser i størrelse øges massetabet fra de ydre lag. Når stjernen til sidst når enden af dette kæmpestadium udvikles den hurtigt under kraftigt massetab, kernen trækker sig sammen, og i de fleste tilfælde mistes al masse undtagen omtrent en halv solmasse inde i kernen. Denne meget varme stjerne-rest har ingen egne kerne-energiprocesser og trækker sig blot sammen derefter, i meget lang tid. Denne stjerne-kerne er begyndelsen på en hvid dværg.